# Kim Staal
Kim Romanko Staal (født 10. marts 1978) er en professionel dansk ishockeyspiller hvis foretrukne position er forward. Kim Staal fik sin ishockeyopdragelse i Herlev Ishockey Klub, men tog som 16-årig til Malmö Redhawks i Sverige for at udvikle sit spil. Efter 2 år på ungdomshold i Malmö får Staal sin Eliteseriedebut i sæsonen 1996-97. I 1996 bliver han draftet til National Hockey League af Canadiens de Montréal i 4. runde som nr. 92 i alt. Staal vælger dog at fortsætte karrieren i Malmö hvor han bliver indtil 2006 med undtagelse af 2 sæsoner hvor han spiller for MODO Hockey. Sæsonen 2005-06 bliver tilbragt i den næstbedste række, Hockeyallsvenskan efter at Malmö Redhawks sæsonen forinden rykker ud af Eliteserien. Han har lavet 85 mål på landsholdet.
Den 1. januar 2011 skiftede Staal til Herning Blue Fox efter en lang periode i udlandet.  Herning blev danske mestre med Staal på holdet, men den 25. april 2011, blev det i en pressemeddelelse offentliggjort, at Staal vender tilbage til Herlev. 

## Nordamerika
Kim Staal har hele tiden haft som ambition at komme til at spille i verdens bedste ishockeyliga, NHL. Han har flere gange været inviteret af Montreal Canadiens til deres træningslejr inden sæsonen hvor spillerne har mulighed for at vise deres kvaliteter og dermed spille sig til en kontrakt. Som oftest har skader dog helt eller delvist spoleret disse ophold. 1. september 2006 blev det offentliggjort at Kim Staal var blevet inviteret til Nashville Predators' træningslejr. Dette er muligt efter at Montreal Canadiens mistede NHL-rettighederne til Kim Staal, simpelthen fordi de ikke fik Staal på kontrakt indenfor den tidsgrænse som NHL's regler foreskriver, hvilket gør Staal til en såkaldt Free Agent.
Den 24. september 2006 blev Staal siet fra Nashvilles training camp efter at have spillet et par træningskampe hvor han bl.a. scorede 2 mål i en træningskamp for Nashville mod Carolina Hurricanes d. 22. september. Staal tilbragte hele sæsonen på Nashvilles farmerhold i AHL, Milwaukee Admirals. Efter sæsonen hjalp han det danske landshold til en 10. plads ved VM i ishockey 2007 i Moskva, Rusland. Efter blot en enkelt sæson i Nordamerika vendte Staal tilbage til Sverige hvor han vandt sølv i sæsonen 2007-08 med Linköping i Elitserien.

## Det danske landshold
Kim Staal debuterede på det danske landshold i 1996 og har været en af de bærende kræfter på holdet lige siden. Han har således været stærkt medvirkende til at spille Danmark op blandt verdens 16 bedste ishockeynationer. Kim Staal er også kendt for sit gode humør, der har hævet stemningen utallige gange på landsholdets samlinger.

## Eksterne links
- Kim Staal's statistik på hockeydb.com
- Statistik Eliteprospects.com

## Fodnoter
1. ↑  "Staal til Herning: Rigtigt valg – sporten.tv2.dk". Arkiveret fra originalen 12. februar 2021. Hentet 15. marts 2011.
2. ↑  Kim Staal vender hjem til Herlev – hentet den 25/4-11